# 33 Export (bateau)
33 Export (ex Raph) est un voilier monocoque de course au large dessiné par l'architecte naval André Mauric en 1968. Il a fait plusieurs courses océaniques dans les années 1970, mais il est principalement connu pour sa double participation à la course autour du monde en équipage Whitbread Round the World Race, dont les deux premières éditions se déroulent en 1973-1974 et en 1977-1978. Il a aussi porté brièvement les noms de TAT Express et de Timex.
D'autres bateaux ont porté le nom « 33 Export », voir dans la section « Ne pas confondre ».

## Caractéristiques
Longueur hors-tout : 17,37 m
Longueur de flottaison : 13,29 m
Bau : 4,09 m
Tirant-d'eau : 2,55 m
Déplacement : 13,54 tonnes
Lest : 6,54 tonnes
Surface de voilure au près (en version ketch, 1973) : 110 m2
Matériau : aluminium
N° de voile : 4390
Gréement : ketch (1968-1977), sloop 7/8ème (depuis 1977),
Couleurs de coque : noire (1968), blanche (1973), noire (1975), jaune (1977)
Superstructures : rouf (1968), rouf + habitacle (1974), rouf + abri type « casquette » (1977).

## Conception et modifications architecturales
Conçu initialement pour le navigateur et journaliste Alain Gliksman, rédacteur en chef de la revue Neptune-Nautisme, avec comme programme la 3e Course transatlantique anglaise en solitaire de 1968 (OSTAR), le bateau fut par la suite engagé dans deux courses autour du monde en équipage,. Il a fait l'objet de modifications architecturales, dont la plus importante est un changement de gréement en 1977.

### Conception et construction
Il a été construit au chantier A.C.N.A.M. (Ateliers de Constructions Navales et d'Applications Mécaniques) à Château-du-Loir dans la Sarthe en 1968. Comme Pen Duick III, construit en alliage duralinox AG4MC, et Pen Duick IV, c'est l’un des premiers prototypes en alliage léger d'aluminium construit en France, matériau fourni par la société Cégédur (Aluminium Français, puis Compagnie générale du Duralumin et du cuivre, devenue Cégédur-Péchiney).
L'architecte André Mauric et le premier skipper Alain Gliksman discutent du choix entre un multicoque et un monocoque pour courir la Transat OSTAR. C'est finalement un monocoque avec un gréement de ketch qui est retenu, Pen Duick II et Pen Duick III servant de base de comparaison. La coque développable comporte un bouchain. Le bateau a un franc-bord peu élevé qui le rend relativement bas sur l'eau et qui lui donne une ligne effilée,,. La quille a un profil aéronautique que l’architecte André Mauric a obtenu de l’entreprise Sud-Aviation. Alain Gliksman évoque un « plan de formes superbe ».
Jean-Pierre Millet, l'un des skippers de 33 Export, remarque en 1973 : « Nous avons la grande chance d'avoir entre les mains un bateau d'une exceptionnelle tenue, très facile. Depuis le milieu de la première étape, nous disons que tous les surfs se font « comme sur des rails », une « locomotive », ce "33". Cette qualité primordiale pour un bateau est due au merveilleux dessin de la coque à bouchain, plan de l'architecte français André Mauric, et à la perfection de l'emplacement et de la conception du safran. » Eric Tabarly disait de 33 Export en 1976 : « … son déplacement très léger le fait aller très vite aux allures portantes par vent fort. C'est un bateau qui plane très bien et qualité importante, il est très bien équilibré à la barre. » Le gréement fractionné de ketch, avec 2 mâts, est choisi pour faciliter la navigation en solitaire en divisant la surface des voiles. Le pilote automatique, de type régulateur d'allure, est un système Gianoli comme celui de Pen Duick IV,.
L'architecte Dominique Presles intervient dans la construction et le suivi des travaux au chantier A.C.N.A.M. Le bateau est mis à l'eau au Havre. La pose de l'accastillage, des hublots, du pilote automatique et du moteur prend du retard à cause des grèves qui éclatent pendant la période de mai 68. Les six winchs en provenance d’Australie n’arrivent pas en temps prévu. Deux collaborateurs de la revue Neptune-Nautisme, Michel Malinovsky et Daniel Gilles, secondent Alain Gliksman dans ces opérations,. La sortie inaugurale a lieu au Havre avec 23 personnes à bord et le photographe Roland de Greef effectue les premiers clichés sous voile. Le bateau rejoint ensuite Plymouth et prend le départ de la Course transatlantique le 1er juin 1968.

### Modifications architecturales

Schéma indicatif montrant les modifications du voilier 33 Export entre les années 1968 et 1979, avec les éléments permettant de repérer le bateau sur les photographies d'époque : numéro de voile, couleur de coque, gréement, et les différentes courses correspondantes (les dimensions sont approximatives).

Entre 1968 et 1972, il participe à des courses, ainsi qu’à des opérations promotionnelles du port privé de Saint-Raphaël. Pendant cette période, il est peu modifié.
En 1973, il est acheté par Jean-Pierre et Daniel Millet pour la première Course autour du monde en équipage et reconditionné à Saint-Malo de mai à août 1973 par le skipper Dominique Guillet qui effectue des travaux de restructuration et de renforcement sur la partie avant. Il conserve son gréement de ketch. Etant donné qu'il n'avait pas été conçu spécifiquement pour les courses avec une jauge à handicap, ce qui était le cas de la « Whitbread », il avait un « coefficient de rating », c'est-à-dire une formule mathématique permettant le calcul d'un temps compensé par rapport au temps réel de course, qui le désavantageait par vent faible au près.
Pendant la première course autour du monde, des travaux sont effectués aux escales du Cap et de Sydney : soudures sur la coque, nouveau capot de soute à voile, réparations de la ferrure d'étai et d'un bas-hauban, ajout d'un poêle à mazout, d'un habitacle de protection sur le rouf et d'une barre à roue hydraulique intérieure, fournie par Giorgio Falk, le propriétaire du bateau italien Guia.
Puis, en vue de la deuxième Course autour du monde de 1977-1978, le nouveau skipper Alain Gabbay effectue plusieurs transformations, la plus importante étant la reconfiguration du gréement en sloop 7/8ème avec un seul mât pour augmenter la surface de voilure, changement qui modifie l'apparence générale du bateau ainsi que son comportement sous voile. Le plan de pont est lui aussi modifié avec l'ajout d'une superstructure de type « casquette » sur le rouf qui permet de protéger l'équipage. Pour diminuer le poids, les aménagements intérieurs sont détruits et remplacés par des structures en nid d’abeille. Cependant, pendant la course, certaines de ces structures ont dû être remplacées par du contreplaqué. Plusieurs travaux d'entretien sont réalisés aux escales : remplacement du ridoir d'étai, révision de l'accastillage et des voiles dont beaucoup sont déchirées, surtout les spinnakers, réparation des pompes.
En 1982, le bateau est réaménagé pour la croisière,.

### Aménagements intérieurs
En 1973, au départ de la première Course autour du monde à Portsmouth, cinq couchettes seulement étaient disponibles pour un équipage de 9 personnes. En effet, la sixième couchette servait de placard. La table avait été supprimée. Le navigateur disposait d'un siège de kart en plastique et d'une table à carte inclinable au centre du bateau, éclairée par une coupole en plexiglas,.
En 1977, Les aménagements intérieurs ont été entièrement revus : une table a été ajoutée, et la table à carte inclinable a été supprimée.

## Historique des noms et sponsors
- Alors que le sponsoring dans la voile en était à ses débuts en France[43],[44], Alain Gliksman avait passé un accord avec l'opérateur immobilier du port privé de Saint-Raphaël en 1968. C’est ainsi que le premier nom du bateau fut Raph.
- En 1973, la marque de bière « 33 Export » des Brasseries et Glacières de l’Indochine (devenue Union de Brasseries) avait déjà réalisé quelques opérations de sponsoring sportif dans le milieu de la voile, en soutenant le navigateur Jean-Marie Vidal, d’abord dans la Course de l’Aurore de 1971, puis, dans la construction d’un trimaran appelé au début Cap 33 Export et par la suite Cap 33, dessiné par l’architecte André Allègre[45], avec lequel il s’était classé troisième de la Course transatlantique en solitaire (OSTAR) de 1972[46]. Daniel Millet et son père Jean Millet créent une société (l’O.R.P.I.F., Office de relations Publiques Flottantes[33]) pour acheter Raph avec le soutien de cette marque, et Raph est rebaptisé 33 Export.
- En 1975, la compagnie aérienne T.A.T (Touring Air Transport) sponsorise le bateau pour la course du Triangle Atlantique. 33 Export devient TAT Express pendant la durée de la course[47].
- En 1977, l'agence de communication « Club Français du sport » et la marque « 33 Export » reconduisent le bateau pour la seconde Course autour du monde avec le skipper Alain Gabbay[6].
- En 1979, le bateau est prêté à Alain Gliksman pour la transat en double Lorient-Les Bermudes-Lorient. Celui-ci a perdu son trimaran RTL-Timex après un naufrage[48] et le nom du sponsor « Timex » est repris par l’ex-Raph/33 Export pendant la durée de la course[49].

### Autres appellations
Le bateau est couramment appelé 33 ou Raph.
Il a été surnommé « épave jaune » pendant la deuxième Course autour du monde en allusion à son manque de confort.

## Historique des courses

### Sous le nomRaph(skipper: Alain Gliksman)

#### 1968: Transat anglaise en solitaire (OSTAR - Observer Single-handed Transatlantic Race)
Le départ a été donné à Plymouth le 1er juin 1968 avec 35 concurrents dont Eric Tabarly sur le trimaran tout neuf Pen Duick IV. Raph était le plus grand monocoque de la course. A l'arrivée à Newport, 18 bateaux ont terminé classés. Une tempête avec des vents de 60 nœuds a balayé la flotte du 10 au 13 juin, entraînant plusieurs abandons. Raph, en tête de course sur la route nord, abandonne à son tour le 20 juin sur avarie de gouvernail et se dirige vers Terre-Neuve où il croise un iceberg. Après réparations et grâce à l’aide du navire câblier français Ampère présent sur place, il reprend la mer mais, victime d’une nouvelle avarie de gouvernail, il fait escale à Saint-Pierre-et-Miquelon, un moment assisté par le cargo Catherine,. La course est gagnée par Geoffrey Williams sur le monocoque Sir Thomas Lipton, devant le Sud-africain Bruce Dalling sur Voortrekker et Tom Follett sur le prao Cheers,. Eric Tabarly sur Pen-Duick IV a dû abandonner à cause d’une collision avec un cargo en début de course.
Le convoyage retour vers la France s’effectue avec Michel Malinovsky, Daniel Gilles et Edith Baumann, l’une des concurrentes de la course, dont le bateau a fait naufrage.

#### 1969: Semaine Nautique Internationale de Méditerranée (SNIM), Marseille
Raph participe à plusieurs courses en Méditerranée dont celles de la Société nautique de Marseille,. L'un de ses principaux concurrents est le bateau de Gaston Defferre, Palynodie III, barré par Eric Tabarly,.

#### 1971: Le Cap - Rio, première édition (Cape to Rio Ocean Yacht Race)
Raph est convoyé par cargo en Afrique du Sud, où le départ est donné le 16 janvier 1971. 69 bateaux sont inscrits, 59 prennent le départ et 55 terminent classés. 4 bateaux français sont au départ : Striana, Pen-Duick III, Raph et Ariel. Les bateaux sont répartis en 3 classes selon leur longueur. Raph court sous le pavillon de la Société nautique de Marseille. Il termine en temps réel après 24 jours de mer derrière les bateaux Ocean Spirit (co-skippers : Robin Knox-Johnston et Leslie Williams, en 23 jours), Gray Bird, Fortuna, Pen Duick III, Stormy, Striana et Albatross II (skipper : John Goodwin, vainqueur en temps compensé en 26 jours 14 heures).

### Sous le nom33 Export(skippers: Dominique Guillet et Jean-Pierre Millet)

#### 1973-1974: Première Course autour du monde en équipage (Whitbread)

##### La course

Parcours officiel de la première Course autour du monde en équipage (Whitbread), en 1973-1974. A la sortie de l'Océan Indien et après la perte en mer du skipper Dominique Guillet, 33 Export s'est arrêté à Perth (Australie-Occidentale), avant de rallier Sydney pour prendre le départ de la 3e étape.

Elle se déroule en 4 étapes avec un classement en temps réel, mais le classement principal se fait en temps compensé calculé selon un coefficient de rating (principe de la jauge à handicap). De ce fait, tous les bateaux courent dans la même classe. Les tailles des bateaux sont très variables et vont de 13 mètres (bateau Guia)  à 24 mètres (bateau Burton Cutter). Plusieurs types de gréements sont représentés : sloop, cotre, goélette, ketch et yawl. 16 concurrents de 6 nationalités différentes sont engagés au départ à Portsmouth pour la totalité de la course dont 4 bateaux français : Pen-Duick VI (skipper : Eric Tabarly), Grand-Louis (skipper : André Viant), Kriter (skippers : Michel Malinovsky, Alain Gliksman, propriétaire : Jack Grout), et 33 Export.
33 Export est chargé par le C.E.R.B.O.M., Centre d'études et de recherches de biologie et d'océanographie médicale de Nice, d'effectuer des prélèvements d'eau de mer à des fins de recherche sur la pollution marine,.

##### L'équipage
L'équipage au départ de Portsmouth est composé de 9 hommes dont 2 Rhodésiens. C'est le plus jeune équipage de la course (moyenne d'âge : 24 ans). Les deux co-skippers se sont rencontrés sur Pen-Duick III pendant la course Le Cap-Rio en 1971, et viennent de terminer la course Le Cap-Rio 1973 sur leur propre bateau, avec Tom Addison. Le frère du skipper, Daniel Millet, inexpérimenté, fait partie de l’équipage.
Au départ de Portsmouth, l'équipage est le suivant :
Dominique Guillet (co-skipper), Jean-Pierre Millet (co-skipper), Jacques Redier (navigateur), Tom Addison, Peter Addison, Daniel Millet, Yvon Redier, Patrick Ferré. A ces huit hommes il faut rajouter un cadreur de l'O.R.T.F., Georges Pernoud, néophyte en voile, qui embarque pour la première étape.

##### Etape 1: Portsmouth - Le Cap
Le départ a lieu de Portsmouth le 8 septembre 1973. 33 Export arrive au Cap le 23 octobre 1973. Il est classé 3e de l'étape en temps compensé. Des avaries ont été réparées en mer : la ferrure d'étai, un bas-hauban ainsi qu'une fissure dans la coque qui laissait entrer de l'eau.
Pour cette étape, les deux co-skippers ont consulté le président de l’Association internationale des Cap-Horniers, le commandant Léon Gauthier, qui leur a conseillé la route classique des grands-voiliers. Aucun membre de l'équipage ne décodait le morse, et il était impossible de déchiffrer les informations météo et de tracer des cartes, ainsi que pouvaient le faire les bateaux Sayula II, Adventure et Pen Duick VI. Les liaisons radio longue distance s’effectuaient par l’intermédiaire de la station Saint-Lys Radio. Dans la dernière étape, des contacts furent établis avec un avion d'Air France pour recevoir des informations météo. L'équipage communiquait avec les autres bateaux de la course mais aussi avec Alain Colas qui effectuait un tour du monde en solitaire sur le trimaran Manureva (autre nom de Pen Duick IV),. Des contacts avaient lieu avec la radio France Inter dont 33 Export était le bateau correspondant.

##### Etape 2: Le Cap - Sydney. Disparition de Dominique Guillet
Le cadreur de l'O.R.T.F., Georges Pernoud, laisse sa place comme prévu à son collègue Roch Pescadere.
Le départ a lieu du Cap le 7 novembre 1973. Le bateau Tauranga (skipper : Eric Pascoli) perd un équipier, Paul Waterhouse. Peu de temps après, le 23 novembre, dans les « Quarantièmes rugissants » au nord-est des Îles Kerguelen, une vague renverse le bateau et Dominique Guillet est emporté,,. L'équipage tente des recherches qui s'avèrent impossibles. Le cap est mis au nord vers Perth en Australie et le bateau atteint le port de Fremantle.
L'équipage sous le choc et désemparé envisage l'abandon de la course,. Des solutions sont étudiées : le retour du bateau en Europe ou en Afrique du Sud par cargo. Cependant, plusieurs facteurs vont décider de la continuation de la course : la difficulté de trouver un transport par cargo ; les contrats qui engagent le bateau ; le navigateur et médecin Olivier Stern-Veyrin, qui débarque du bateau Kriter et accepte d’embarquer sur 33 Export comme navigateur pour la suite de la course,.
Le bateau quitte Perth le 20 décembre 1973 et atteint Sydney le 4 janvier 1974 alors que le départ de l'étape y a été donné 6 jours plus tôt. Il est dernier de l'étape.
A Sydney, Jean-Pierre Millet, blessé au genou, décide de débarquer.

##### Etape 3: Sydney - Rio-de-Janeiro
Le nouvel équipage au départ de Sydney est le suivant :
Tom Addison (co-skipper), Daniel Millet (co-skipper), Olivier Stern-Veyrin (navigateur), Peter Addison, Paul Audoire, Richard Chase Heberling, Bruno La Salle, José Le Deliou (cadreur de l'O.R.T.F. pour la troisième étape).
33 Export appareille de Sydney le 10 janvier 1974, 12 jours après le départ de la flotte. Peu de temps auparavant, le 6 janvier, le voilier Great Britain II (skipper : Chay Blyth) avait perdu un équipier, Bernard Hoskings, dans le détroit de Foveaux. 33 Export passe à vue des îles Antipodes au Sud-Est de la Nouvelle-Zélande et traverse le Pacifique sur une route longeant le 51e parallèle sud. Il double le Cap Horn sous spi le 12 février 1974. Il arrive à Rio-de-Janeiro le 25 février, une heure après le dernier concurrent, le voilier Otago et il est classé 14e de l'étape. Le moteur tombé en panne ne permettait plus de charger les batteries depuis 37 jours.

##### Etape 4: Rio-de-Janeiro - Portsmouth
Pour cette dernière étape, Jean-Pierre Millet réintègre le bord. Richard Chase a quitté le bateau, et le nouveau cadreur Philippe Vieillescazes a remplacé José le Deliou.
Le départ est donné le 8 mars 1974. 33 Export coupe la ligne d'arrivée à Portsmouth le 12 avril 1974, quelques heures après Great Britain II et Adventure à la suite d'une régate le long de la côte sud de l'Angleterre. Il est le premier bateau français à revenir à Portsmouth et se classe 3e de l'étape en temps compensé.
En remontant l'Atlantique, un choc a eu lieu et on suspecte une collision avec une orque. L'équipage a craint une voie d'eau, mais seul le puits du speedomètre, l'instrument qui mesure la vitesse, a été touché.

##### Bilan de la Course
La disparition de Dominique Guillet ainsi que de deux autres participants, Bernie Hosking du bateau Great Britain II et Paul Waterhouse du bateau Tauranga, a suscité des réflexions sur la sécurité des courses à la voile, notamment sur les techniques de récupération de « l'homme à la mer », c'est-à-dire la façon de retrouver un homme tombé à l'eau, et sur la conception des harnais de sécurité, encore très rudimentaires à cette époque,,.
Malgré la perte du skipper Dominique Guillet, 33 Export a bouclé son tour du monde et se classe troisième de la première et de la quatrième étape, un classement "logique" selon Eric Tabarly. Au classement final il est 12e sur 14. Son temps de course est de 175 jours en temps compensé. La course a été remportée par le bateau mexicain Sayula II, en 133 jours en temps compensé (skipper : Ramon Carlin). Le second est Adventure. Le troisième et premier français est Grand-Louis et le quatrième Kriter. Quant à Pen Duick VI d'Eric Tabarly, il a été victime de deux démâtages,.

### Sous le nom deTAT Express

#### 1975-1976: Le Triangle Atlantique (skipper: Jean-Pierre Millet)
La course est organisée par la Société Nautique de la Baie de Saint-Malo, et relie Saint-Malo, Le Cap, Rio-de-Janeiro et Portsmouth en 3 étapes. Le départ est donné le 25 octobre 1975 à Saint-Malo avec 14 bateaux et 11 terminent classés.
- Etape 1 : Saint-Malo - Le Cap : TAT Express est classé 6e. L’étape est remportée par Pen-Duick VI.
- Etape 2 : Le Cap - Rio-de-Janeiro : TAT Express est classé 10e. L’étape est remportée par Kervilor.
- Etape 3 : Rio-de-Janeiro - Portsmouth : TAT Express doit se détourner sur Dakar à la suite d'une avarie de gouvernail et des orques sont suspectées (Le bateau Guia III mené par Jérôme Poncet a été coulé par des orques le 9 mars 1976)[115].

La course est remportée par Pen Duick VI (Eric Tabarly) devant Katsou (André Viant, Philippe Facque), Kervilor, Grand-Louis, Colombe, British Steel, Postulat, Namar V, Bob IV, Pristis III et TAT Express.
Pour cette course, le bateau était équipé de photo-piles pour produire l’électricité à bord, une innovation technique reprise ensuite par Alain Colas sur le quatre-mâts Club Méditerranée.

### Sous le nom33 Export

#### 1977-1978: Deuxième Course autour du monde en équipage (Whitbread) (Skipper:Alain Gabbay)

##### La course

Parcours officiel de la deuxième Course autour du monde (Whitbread) en 1977-1978. Il est sensiblement le même que celui de la première course, hormis que la seconde étape se termine à Auckland en Nouvelle-Zélande, où 33 Export arrive en vainqueur le 29 novembre 1977.

Comme dans la première édition, la course se déroule en 4 étapes avec un classement en temps réel et en temps compensé. Les tailles des bateaux varient de 15 à 23 mètres. 15 concurrents de 6 nationalités différentes sont au départ dont 4 bateaux français : Gauloise II (Pen Duick III, skipper Éric Loizeau), Neptune (skipper : Bernard Deguy), Japy-Hermès (skipper : Jean-Michel Viant) et 33 Export.

##### L'équipage
Alain Gabbay, qui vient de courir la Transat anglaise en solitaire, est le plus jeune skipper de la course. 18 personnes se sont relayées au fil des étapes dont 2 femmes. Deux personnes seulement ont fait la totalité de la course : Alain Gabbay et Thomas Philippe.

##### Etape 1: Portsmouth - Le Cap
Le départ est donné le 27 août 1977. 33 Export fait escale à Madère pour remplacer le ridoir d'étai. Il met 5 jours à traverser le « Pot-au-noir » et prend une option Est qui le contraint à remonter au près dans l'Anticyclone de Saint-Hélène,. Il arrive au Cap le 16 octobre. Il est classé 13e en temps compensé. L'étape est gagnée par le bateau Flyer. Une panne de radio a empêché l'équipage de communiquer pendant plusieurs jours, suscitant l'inquiétude de sorte que des recherches ont été envisagées,,.

##### Etape 2: Le Cap -  Auckland. Victoire de l'étape.
L'équipage est en partie renouvelé et compte 9 personnes :
Alain Gabbay (skipper), Jean-Claude Parisis (co-skipper et navigateur), Michel Horeau, Thomas Philippe, Joël Foucou, Eric Letrosne, Thibault le Fournier, Sylvie de Ligondès et Philippe Schaff (photographe).
Le départ a lieu le 25 octobre 1977. Au bout de 5 jours, le bateau est victime de départs à l’abattée et la bôme se casse,. 33 Export passe à vue des îles Crozet et au large des Îles Kerguelen le 7 novembre. Il remporte l'étape en 650 heures en temps compensé avec un temps réel de 830 heures à Auckland le 29 novembre 1977, devant les bateaux Traité de Rome et King’s Legend,.

##### Etape 3: Auckland - Rio-de-Janeiro
Le départ est donné le 27 décembre 1977. Trois heures après le départ, une drosse de barre à roue se rompt, nécessitant une réparation. D'autres avaries sont réparées en mer : la rupture de la drisse de grand-voile et d'une poulie de bastaque. 33 Export descend jusqu’à 58°50’ de latitude Sud, il est renversé par une vague et embarque plusieurs centaines de litres d'eau qu'il faut pomper. Il croise 3 icebergs. Il passe le Cap-Horn le 18 janvier 1978 une heure après Gauloise II et les deux bateaux sont en tête au coude à coude. Cependant, le 27 janvier, l’équipier Eric Letrosne se casse le fémur. Le médecin Jean-Louis Sabarly, qui navigue sur le voilier Japy Hermès, est transbordé d'un bateau à l'autre en pleine mer,,. Le blessé est déposé à Rio Grande,. 33 Export arrive à Rio de Janeiro le 7 février. Il est classé 15e de l'étape en temps compensé. L'étape est gagnée par Gauloise II.

##### Etape 4: Rio-de-Janeiro - Portsmouth
L'équipage est à nouveau renouvelé et Jean-Claude Parisis quitte le bateau.
Le départ est donné le 23 février 1977. 33 Export traverse le « Pot-au-noir » en 2 jours mais est ralenti par l'Anticyclone des Açores qui s'est déplacé vers l'est, favorisant Gauloise II qui navigue plus à l'ouest,. Il arrive à Portsmouth classé 4e en temps compensé en 643 heures avec un temps réel de 777 heures. L'étape est gagnée par Gauloise II.

##### Bilan de la course
33 Export a remporté la victoire d’étape Le Cap-Auckland. A eux deux, 33 Export et Gauloise II ont gagné trois étapes sur quatre. C’est aussi le seul bateau français qui a couru en totalité 2 éditions de la Course autour du monde (Whitbread) sous ce format en 4 étapes.
Au classement final en temps compensé, Il est classé 10e sur 15 avec un temps de course de 133 jours. La course est remportée par le bateau Flyer (Pays-Bas, skipper : Cornelius van Rietschoten) en 119 jours en temps compensé. Le classement des autres bateaux français est le suivant : Gauloise II : 6ème, Neptune : 8e, Japy Hermès : 14e. Pen Duick VI d'Eric Tabarly est disqualifié à cause de sa quille en uranium.

### Sous le nomTimex

#### 1979: Transat en double Lorient - Les Bermudes - Lorient (skippers: Alain et Denis Gliksman)
Le départ est donné à Lorient le 26 mai 1979. Après être resté encalminé dans la première partie de la course, Timex est victime d’une avarie de grand-voile qui le contraint à naviguer sous voilure réduite. Il est classé 11e. La course est gagnée par Eugène Riguidel et Gilles Gahinet sur le trimaran VSD II,. C'est la première course au large dans laquelle le système de la balise Argos est utilisé pour suivre la position des bateaux,.

## Histoire suivante du bateau
Le bateau a été acheté en mars 1979 par le pilote automobile Jean-Pierre Jarier, en 1982 par le skipper et convoyeur Jean-Louis Migneau, en 1986 à la Grande-Motte par le navigateur américain Tony Lush qui voulait faire la course du BOC challenge et qui l’emmène aux Etats-Unis. Après plusieurs années à l'abandon sur un chantier à Newport, il a retrouvé un nouveau propriétaire en 2017 d’après les informations fournies par Yves-Marie Tanton.
En 2018, il est remis à l'eau après plusieurs semaines de travaux, la récupération du gréement abandonné sur le chantier, et le remplacement du safran qui avait disparu. Il est emmené aux Antilles par son nouveau propriétaire Vladimir Charles qui envisage de le rénover et de le refaire naviguer.
En 2019, il est labellisé B.I.P. (Association patrimoine maritime et fluvial).
En 2024, Il rejoint le Musée maritime de La Rochelle.

## Ne pas confondre avec
- Le trimaran lancé sous le nom Cap 33 Export en 1972, dessiné par l'architecte André Allègre pour le navigateur Jean-Marie Vidal, mieux connu sous le nom de Cap 33[163], ainsi que ses deux autres bateaux pour les Courses de l'Aurore de 1971 et de 1972 ;
- Le monocoque lancé en 1981 sous le nom 33 Export, dessiné par l'architecte Philippe Briand, mieux connu sous le nom de L'Esprit d'Équipe, qui a gagné la Course autour du monde « Whitbread» de 1985-1986 avec le skipper Lionel Péan ;
- Le voilier Esprit d'équipe II, dessiné par l'architecte Daniel Tortarolo en 1982 ;
- Le catamaran de 18,28 m qui a porté le nom 33 Export en 1984, dessiné par l'architecte Gilles Ollier pour le navigateur Gilles Gahinet[164] ;
- Le voilier Gauloise II, autre nom de Pen-Duick III, skippé par Eric Loizeau, l'un des principaux concurrents de 33 Export dans la deuxième Course autour du Monde ;
- Le voilier Neptune, autre voilier dessiné par André Mauric, lui aussi engagé dans la deuxième Course autour du monde et concurrent de 33 Export.

### Archives audiovisuelles de l'INA
- Huit hommes sur un bateau. Plein cadre : émission du 30 novembre 1973, 22 min 52 s. Journaliste : Georges Pernoud. http://www.ina.fr/video/CAF93019540/huit-hommes-sur-un-bateau-video.html.
- Course autour du monde : l’étape du drame. Plein cadre : émission du 20 février 1974, 23 min 48 s. Journaliste : Roch Pescadere. http://www.ina.fr/video/CAF93019554/course-autour-du-monde-l-etape-du-drame-video.html.
- La grande course autour du monde. Les dossiers de l’écran : émission du 30 avril 1974. Générique : Guy Labourasse, Armand Jammod, Alain Jérôme, Eric Tabarly, André Viant, Alain Gliksman, Daniel Milet, Giorgio Falk, André Costa, Gilles Pernet, Jean-Paul Aymon. O.R.T.F.
- Course autour du monde : la fin d’une odyssée. Plein cadre : émission du 15 mai 1974, 50 min 47 s. Réalisateur : François Moreuil ; Producteurs : Jacques Alexandre, Jacques Olivier Chattard ; Journalistes : José Le Déliou, Philippe Vieillescazes. http://www.ina.fr/video/CAF92017891/course-autour-du-monde-la-fin-d-une-odyssee-video.html.
- Dossier : bienvenue à bord du "33 Export", "33" 1968-1984. Emission Thalassa, le magazine de la mer, 12 mars 1984, 25 min 08 s. Journaliste : William Garit ; Opérateur de prise de vue : Dominique Duchateau ; Participants : Georges Pernoud, Alain Gabbay, Jean-Pierre Jarier, Alain Gliksman, André Mauric, Dominique Presles. http://www.ina.fr/video/DVC8408049301/dossier-bienvenue-a-bord-du-33-export-video.html.
- Emission de radio Inter-actualités, France Inter. 7 septembre 1973, 8 septembre 1973, 13 avril 1974, 15 mars 1974, 5 juillet 1974.